# نجمة الجنوب (رواية)
نجمة الجنوب (بالفرنسية: L'Étoile du sud)، (بالإنجليزية: The Vanished Diamond) هي رواية من تأليف الروائي جول فيرن صدرت عام 1884. ويطلق عليها بالنسخة الإنجليزية اختفاء الألماسة.